# Messier 103
Messier 103 (také M103 nebo NGC 581) je otevřená hvězdokupa v souhvězdí Kasiopeji s magnitudou 7,4.. Objevil ji Pierre Méchain v roce 1781. Od Země je vzdálena přibližně 8 500 světelných let.

## Pozorování

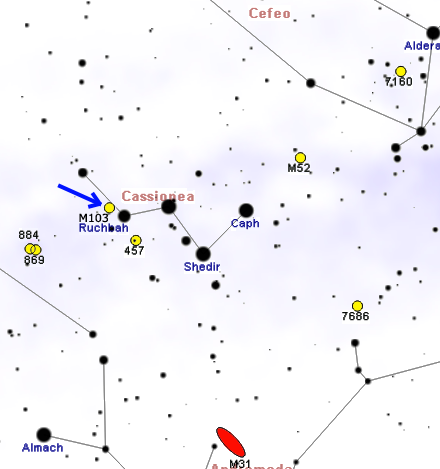
Poloha M 103 v souhvězdí Kasiopeji.

M103 se nachází v oblasti oblohy bohaté na objekty, protože tudy prochází pás Mléčné dráhy. Hvězdokupu je možné velmi snadno nalézt ve střední části souhvězdí přibližně 1° severovýchodně od hvězdy 3. magnitudy Ksora (δ Cas), která může při pozorování hvězdokupy rušit, protože například v triedru 10x50 je vidět spolu s ní ve stejném zorném poli. Triedr také dokáže ve hvězdokupě částečně rozlišit několik hvězd. V dalekohledu o průměru 114 mm má hvězdokupa trojúhelníkový tvar a výrazně z ní vystupuje několik hvězd osmé magnitudy. Větší dalekohledy ji rozloží úplně.
Blízko M103 se nachází mnoho dalších otevřených hvězdokup, například necelé 2° severovýchodně leží NGC 663 a NGC 654, 2,5° severně NGC 559 a 3° jihozápadně NGC 457.
Hvězdokupa má velkou severní deklinaci, proto je na velké části severní polokoule cirkumpolární, a to až za obratník Raka, tedy v celé Evropě a severní Americe. Naopak na jižní polokouli je pozorovatelná pouze blízko rovníku. Nejvhodnější období pro její pozorování na večerní obloze je od srpna do ledna.

## Historie pozorování
Hvězdokupu objevil Pierre Méchain v roce 1781 a později ji Charles Messier zahrnul do svého katalogu, ve kterém ji popsal takto: "Hvězdokupa mezi hvězdami Epsilon a Delta na noze Kasiopeji." Heinrich Louis d'Arrest ji popsal jako nepravidelnou hvězdokupu tvořenou hvězdami deváté až jedenácté magnitudy s dvojhvězdou na severní straně.

## Vlastnosti

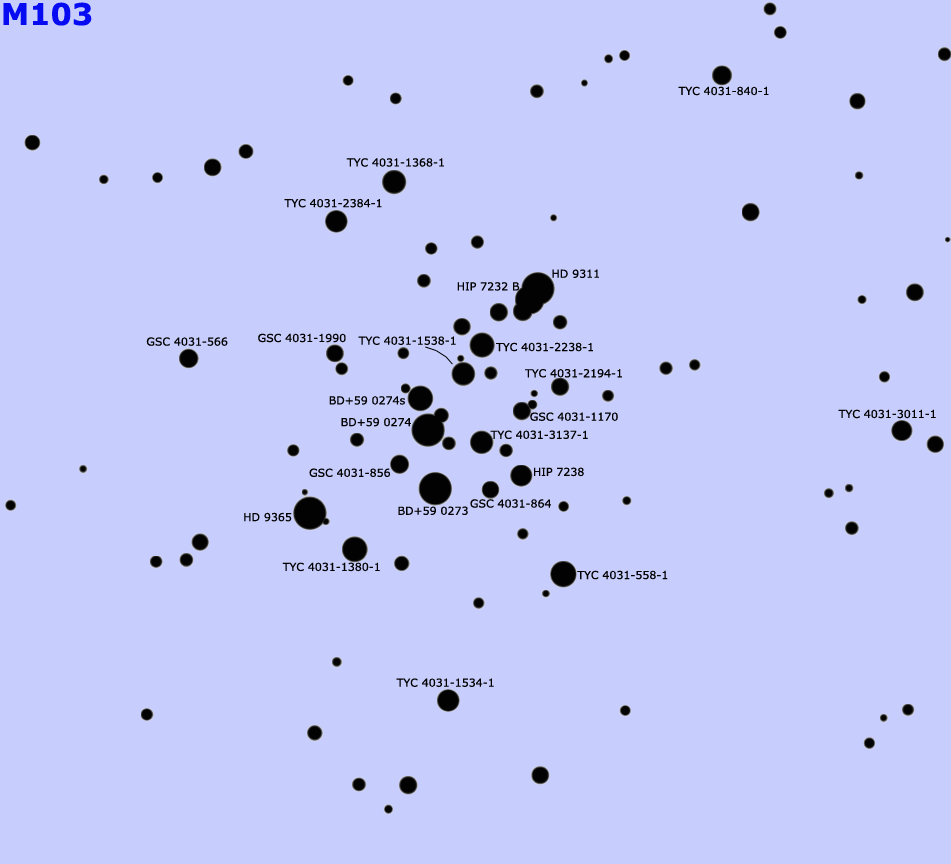
Podrobná mapa hvězdokupy M103

M103 patří mezi nejvzdálenější otevřené hvězdokupy Messierova katalogu. Nachází se ve vzdálenosti přibližně 8 500 světelných let od Země, tedy na hraně ramena Persea vzdálenější od Země. Její úhlová velikost je 6 úhlových minut a skutečný průměr přibližně 15 světelných let.
Pomocí měření vlastního pohybu bylo určeno 77 členů hvězdokupy do 14,5. magnitudy, kteří určitě patří do hvězdokupy (pravděpodobnost příslušnosti nemají menší než 80 %), a dalších 151 hvězd, jejichž skutečná příslušnost je méně pravděpodobná.
Dva nejjasnější členové hvězdokupy jsou veleobr spektrálního typu B5Ib a obr typu B2III a jejich magnituda je 10,5. Mezi členy hvězdokupy patří i několik proměnných hvězd, z nichž dvě jsou zákrytové proměnné (jasnost jedné z nich kolísá o více než jednu magnitudu), jedna pravděpodobná proměnná typu Gama Doradus (možná dlouhoperiodická pulzující proměnná spektrální třídy B), jedna hvězda typu Be a jeden pulzující červený obr. Ve stejném zorném poli, ale v jiné vzdálenosti od Země než M103, leží další možná proměnná hvězda typu Gama Doradus.
Po rozšíření průzkumu k 18. magnitudě byly přidány další proměnné hvězdy, z nichž sedm je typu Delta Scuti a osm zákrytových.
Odhady stáří hvězdokupy postupně poskytovaly hodnoty od 9 do 25 milionů let. Z těchto hodnot se dá usoudit, že hvězdokupa již neobsahuje žádné hvězdy před hlavní posloupností. M103 se směrem ke Slunci přibližuje rychlostí přibližně 40 kilometrů za sekundu.